# 貝拉維拉 (密蘇里州)
貝拉維拉（英語：Bella Villa）是位於美國密蘇里州聖路易斯縣的城市。

## 人口
根據2020年美國人口普查的數據，貝拉維拉的面積為0.33平方千米，皆為陸地。當地共有人口757人，而人口密度為每平方千米2,294人。